# Ruth Perry
Ruth Sando Fahnbulleh Perry (Grand Cape Mount, Liberia, 16 juli 1939 – Columbus, 8 januari 2017) was van 1996 tot 1997 de eerste vrouwelijke president van Liberia en eigenlijk ook het eerste vrouwelijke staatshoofd in hedendaags Afrika.
Zij was niet als dusdanig verkozen maar was voorzitter van de Staatsraad, dit is de regering die het land bestuurde sinds de afzetting en de moord op dictator Samuel Doe in 1990. In 1997 werd zij opgevolgd door Charles Taylor.
Perry overleed bij haar zoon thuis in Ohio op 77-jarige leeftijd.
Joseph Jenkins Roberts · Stephen Benson · Daniel Bashiel Warner · James Payne · Edward Roye · James Smith · Joseph Jenkins Roberts · James Payne · Anthony Gardiner · Alfred Russell · Hilary Johnson · Joseph Cheeseman · William David Coleman · Garretson Gibson · Arthur Barclay · Daniel Howard · Charles King · Edwin James Barclay · William Tubman · William Richard Tolbert jr. · Samuel Doe · Amos Sawyer · David Kpormakpor · Wilton Sankawulo · Ruth Perry · Charles Taylor · Moses Zeh Blah · Charles Bryant · Ellen Johnson Sirleaf · George Weah · Joseph Boakai